# Austrocerus glaucus
Austrocerus glaucus är en insektsart som beskrevs av Evans 1941. Austrocerus glaucus ingår i släktet Austrocerus och familjen dvärgstritar. Inga underarter finns listade i Catalogue of Life.